# Oost-Cappel
 Oost-Cappel  (en neerlandés Oostkappel) es una población y comuna francesa, en la región de Norte-Paso de Calais, departamento de Norte, en el distrito de Dunkerque y cantón de Hondschoote.

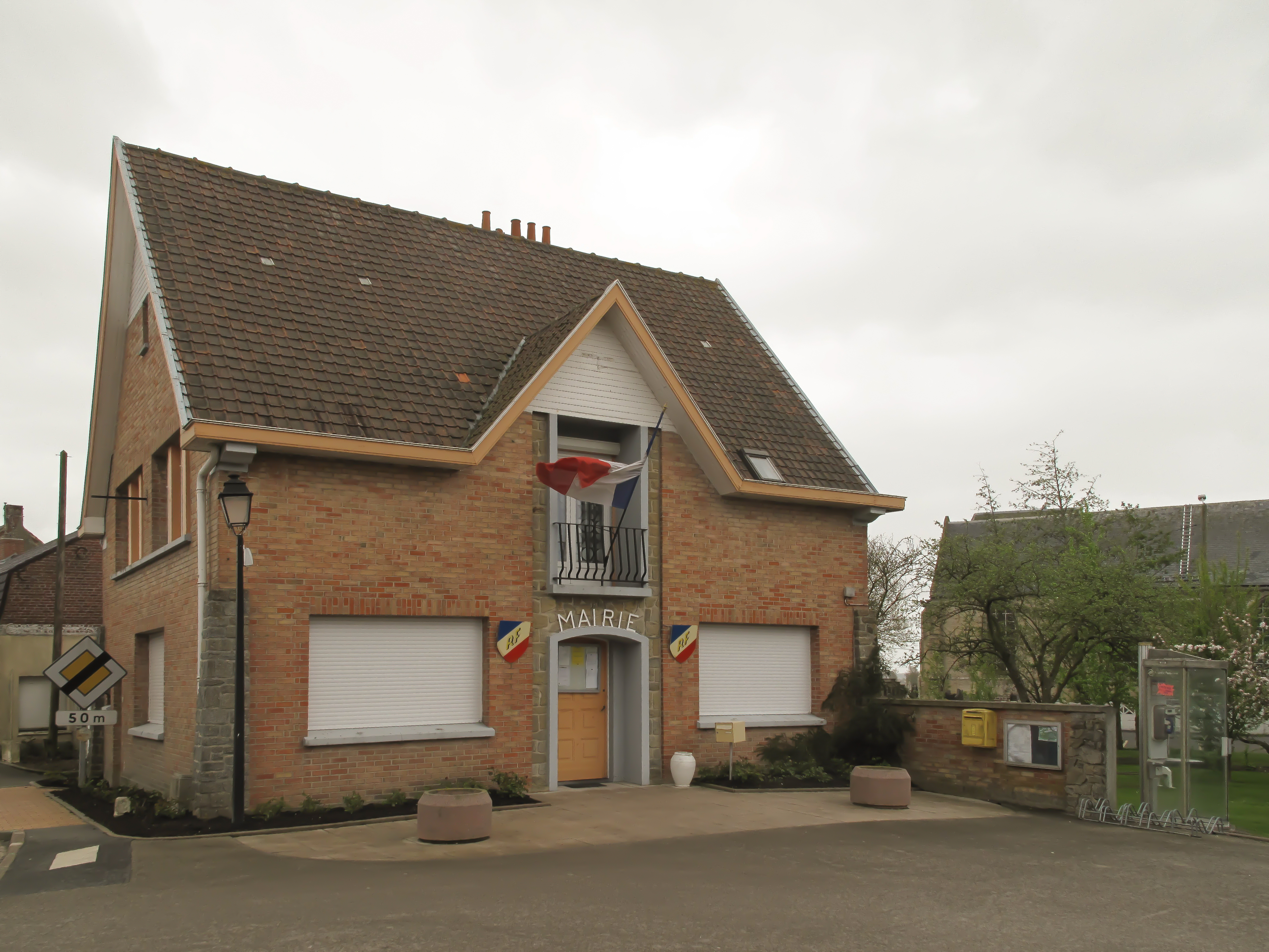
El ayuntamiento

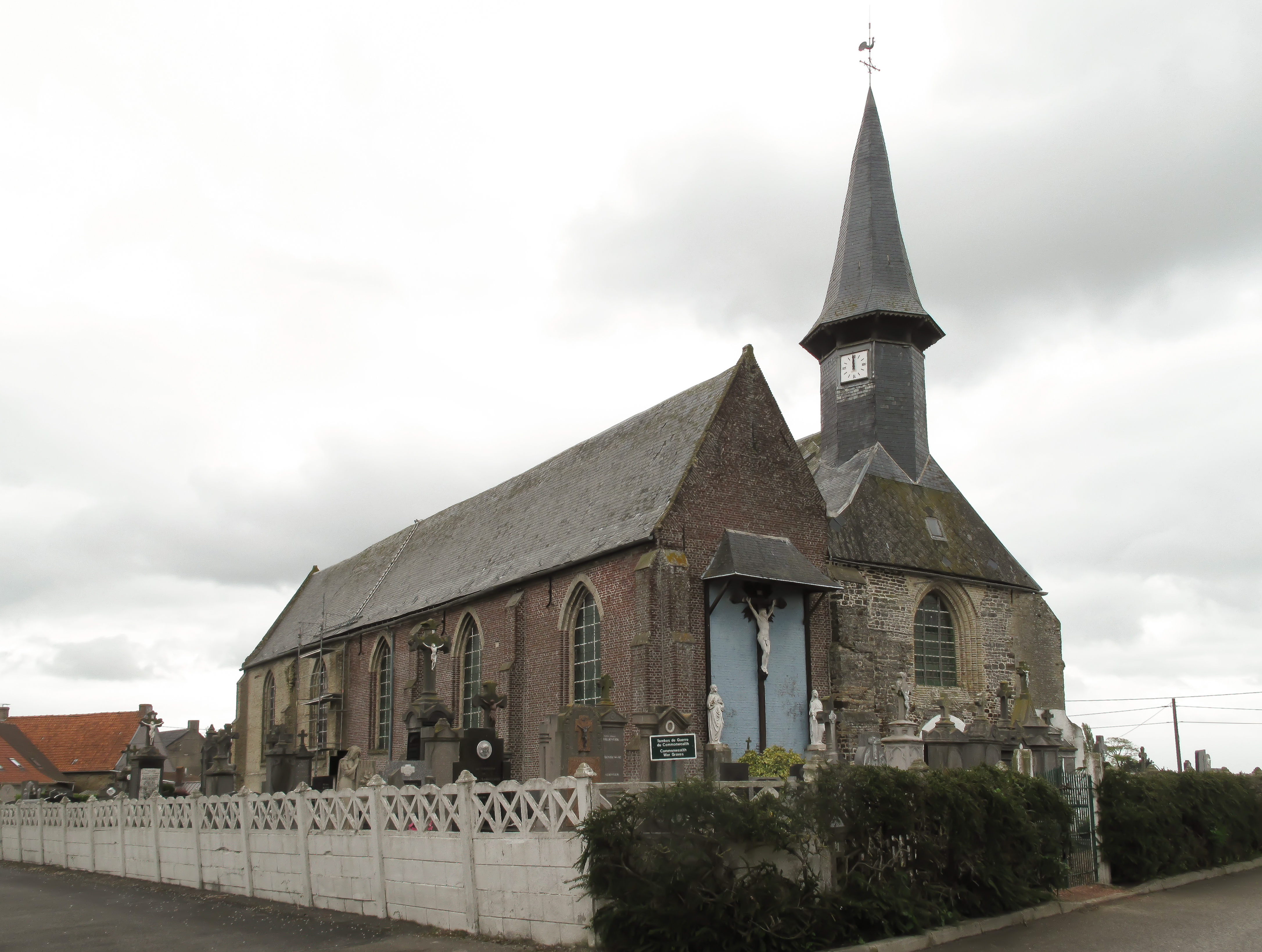
La iglesia San Nicolas

## Demografía
| 386 | 342 | 311 | 379 | 406 | 391 |
| Para los censos de 1962 a 1999 la población legal corresponde a la población sin duplicidades (Fuente: INSEE [Consultar]) |     |     |     |     |     |